# Pilsbryspira leucocyma
Pilsbryspira leucocyma är en snäckart som först beskrevs av Dall 1884.  Pilsbryspira leucocyma ingår i släktet Pilsbryspira och familjen Turridae. Inga underarter finns listade i Catalogue of Life.